# Lý Triện
Lý Triện (李篆, ?-1427) là công thần khai quốc nhà Lê sơ trong lịch sử Việt Nam, người làng Bái Đô, huyện Lôi Dương,Thanh Hoá, Việt Nam. Ông tham gia nghĩa quân Lam Sơn dưới cờ Lê Lợi từ những ngày đầu, lập nhiều chiến thắng ở Thanh Hoá, Nghệ An và miền Bắc, tiêu biểu nhất là trận Tốt Động-Chúc Động khi ông và Đinh Lễ, Nguyễn Xí phá tan quân Minh do tổng binh Vương Thông chỉ huy. Sử gia Ngô Sĩ Liên cho rằng ông cùng với Đinh Lễ là những vị tướng giỏi nhất của nghĩa quân Lam Sơn